# Genea major
Genea major är en tvåvingeart som först beskrevs av Townsend 1927.  Genea major ingår i släktet Genea och familjen parasitflugor. Inga underarter finns listade i Catalogue of Life.